# Nieuwerkerke (Sluis)
Nieuwerkerke is een voormalig dorp in West-Zeeuws-Vlaanderen in de Nederlandse provincie Zeeland. Het bevond in de Oude IJvepolder ten zuiden van Groede. Vanaf de 13e eeuw werd het dorp ook wel Groda-Oost genoemd.

## Geschiedenis
Het dorp is ontstaan in 1197, toen er een kerk is gesticht.
Tijdens de Allerheiligenvloed van 1570 liep het dorp grote schade op, maar de militaire inundaties van 1583 en 1604 deden het dorp voorgoed verdwijnen.
In 1995 werd een natuurvriendelijke oever aangelegd ten zuiden van de Nieuwerkerkse Kreek. Toen werden resten van een kleine kerk ontdekt die uit omstreeks 1300 stammen. Deze werd in de 15e eeuw vergroot tot een kruiskerk met toren. Er werd een grafsteen ontdekt die uit 1471 dateert. Ook werden resten van grafkelders en graven gevonden. De grafsteen bevindt zich tegenwoordig in de Grote Kerk te Groede.